# Glochidion wilderi
Glochidion wilderi är en emblikaväxtart som beskrevs av Jacques Florence. Glochidion wilderi ingår i släktet Glochidion och familjen emblikaväxter. Inga underarter finns listade i Catalogue of Life.